# Hattoria yakushimensis
Hattoria yakushimensis là loài rêu tản duy nhất thuộc chi Hattoria, họ Scapaniaceae. Đây là loài đặc hữu của Nhật Bản. Môi trường sống tự nhiên của chúng là rừng ôn đới. Chúng hiện đang bị đe dọa vì mất môi trường sống.